# Maria Rasputin
Maria Rasputin, ursprungligen Matrjona Grigorjevna Rasputina (Матрёна Григорьевна Распутина), född 27 mars 1898 i Pokrovskoje, Kejsardömet Ryssland, död 27 september 1977 i Los Angeles, Kalifornien, var dotter till Grigorij Rasputin. Under sin ryska uppväxt kallades hon Marija Rasputina (ryska: Мария Распутина).
Hon gifte sig med Boris Solovjov, som lurade tsaren Nikolaj II och tsaritsan på juveler i samband med ryska revolutionen. Paret Solovjov emigrerade efter revolutionen till Paris. Hennes man dog 1926 och Maria försörjde sig därefter som guvernant, kabaredanserska och lejontämjare och under andra världskriget som fabriksarbetare.
Hennes första bok om sin far, Rasputin, My Father utkom 1932. Senare skrev hon även en kokbok och 1977 utkom boken Rasputin, skriven tillsammans med Patte Barham.